# Paralichthys aestuarius
Paralichthys aestuarius är en fiskart som beskrevs av Gilbert och Scofield, 1898. Paralichthys aestuarius ingår i släktet Paralichthys och familjen Paralichthyidae. IUCN kategoriserar arten globalt som otillräckligt studerad. Inga underarter finns listade i Catalogue of Life.